# Ebern
Ebern is een gemeente in de Duitse deelstaat Beieren, gelegen in het Landkreis Haßberge. De stad telde op de peildatum van de meest recente statistiek  7.230 inwoners.
Ebern heeft een oppervlakte van 95,02 km² en ligt in het zuiden van Duitsland. 

## Stadsdelen
Ebern heeft officieel 36 Gemeindeteile (stadsdelen), waaronder:
- het stadje Ebern zelf
- de twee parochiedorpen (Pfarrdörfer) Fischbach en Jesserndorf
- de 9 kerkdorpen (Kirchdörfer) Albersdorf, Bischwind am Raueneck, Bramberg, Eyrichshof, Neuses am Raueneck, Reutersbrunn, Unterpreppach en Vorbach
- de 11 dorpen zonder eigen kerkgebouw (Dörfer) Brünn, Eichelberg, Fierst,  Frickendorf, Heubach, Höchstädten, Rotenhan, Ruppach, Sandhof, Siegelfeld en  Weißenbrunn.
- de 4 gehuchten (Weiler) Gemünd, Welkendorf, Kurzewind en Specke
- 9 zogenaamde Einöden. Een Einöde is in o.a. Beieren een plaats, die oorspronkelijk slechts uit één huis, boerderij of molen bestaat. De Einöden van Ebern zijn meestal  oude watermolens.

### Bijzonderheden over enige stadsdelen van Ebern
3 km NW, ZO betekent: 3 kilometer ten noordwesten, ten zuidoosten van het centrum van het stadje Ebern. Tussen haakjes het aantal inwoners, zoals dat door de Duitse Wikipedia in 2017 is opgevraagd bij de Verwaltungsgemeinschaft Ebern.
- Albersdorf (9 km W; 80): de Sint-Michaëlskerk dateert uit 1717.
- Bischwind am Raueneck (11 km WNW; 236): de Maria-Boodschap-kerk dateert uit 1722.
- Bramberg (11 km W; 200): op 11 april 1945 zwaar beschadigd door een luchtaanval van de US Air Force, die ook enkele dorpelingen het leven kostte. Ten zuiden van het dorpje bevindt zich een motocross-circuit. De Sint-Wendelinkerk dateert uit 1778.
- Brünn (6 km NW; 110): tussen Brünn en Vorbach ligt op een heuveltop de ruïne van het uit 1180 daterende kasteel Rauheneck.
- Eyrichshof (1 km NNW): Dichtbij Eyrichshof staat de ruïne van het in 1323 verwoeste  kasteel Rotenhan. Dit was een zogenaamde Felsburg, een kasteel, dat uit de rotsen van de berg was uitgehakt. Dergelijke kastelen waren in de Duitse landen vrij zeldzaam. De ruïne is daarom architectuurhistorisch belangrijk. Het geslacht der baronnen Von Rotenhan (12e eeuw: de Rotenhagen) was eeuwenlang invloedrijk in de streek, en heeft de ruïne van de Burg Rotenhan nog altijd in eigendom, evenals Kasteel Eyrichshof. De Von Rotenhans zijn sedert de reformatie evangelisch-luthers. De in het verleden door hen geregeerde dorpen zijn dat in het algemeen tot op de huidige dag eveneens.
- Fischbach (4 km N; aan de B 279): gelegen rondom het aan de baronnen Von Rotenhan toebehorende kasteel, met aanpalende evangelisch-lutherse kasteelkerk (gebouwd in 1756-1758). Het kasteel is vanbinnen verbouwd tot een complex huurwoningen.
- Frickendorf (ruim 1 km ten W van Fischbach; 122): monumentaal is de uit omstreeks 1750 daterende, van beeldhouwwerk voorziene brug over de Baunach.
- Heubach (2 km Z; 300): gelegen aan de Bundesstraße 279; veel landerijen ten westen van dit dorpje zijn tot zonnepanelenpark omgevormd.
- Jesserndorf (9 km W; 240): in dit dorp staat zowel een rooms-katholieke (herbouwd in 1887) als een in 1857 gebouwde evangelisch-lutherse kerk. Twee kilometer ten zuiden van Jesserndorf  staat, in het gelijknamige gehucht, Kasteel Weißenbrunn.
- Reutersbrunn (2½ km ZW; 140)
- Rotenhan (direct ten NO van Eyrichshof; 150 à 200 inwoners) ligt niet ver ten zuidwesten van de ruïne van de Burg Rotenhan.
- Sandhof (½ km W; 135): grotendeels bestaande uit bedrijventerreinen, waaronder enige horecagelegenheden.
- Unterpreppach (3 km W; 510): het grootste van de tot Ebern behorende dorpen. De naam is een plaatselijke dialectversie van :unterer breiter Bach. Het dorp is dus naar de ligging aan een brede beek genoemd.
- Vorbach (1 km ten WNW van Unterpreppach; 125): de Sint-Janskerk dateert uit 1782.

## Geografie, infrastructuur

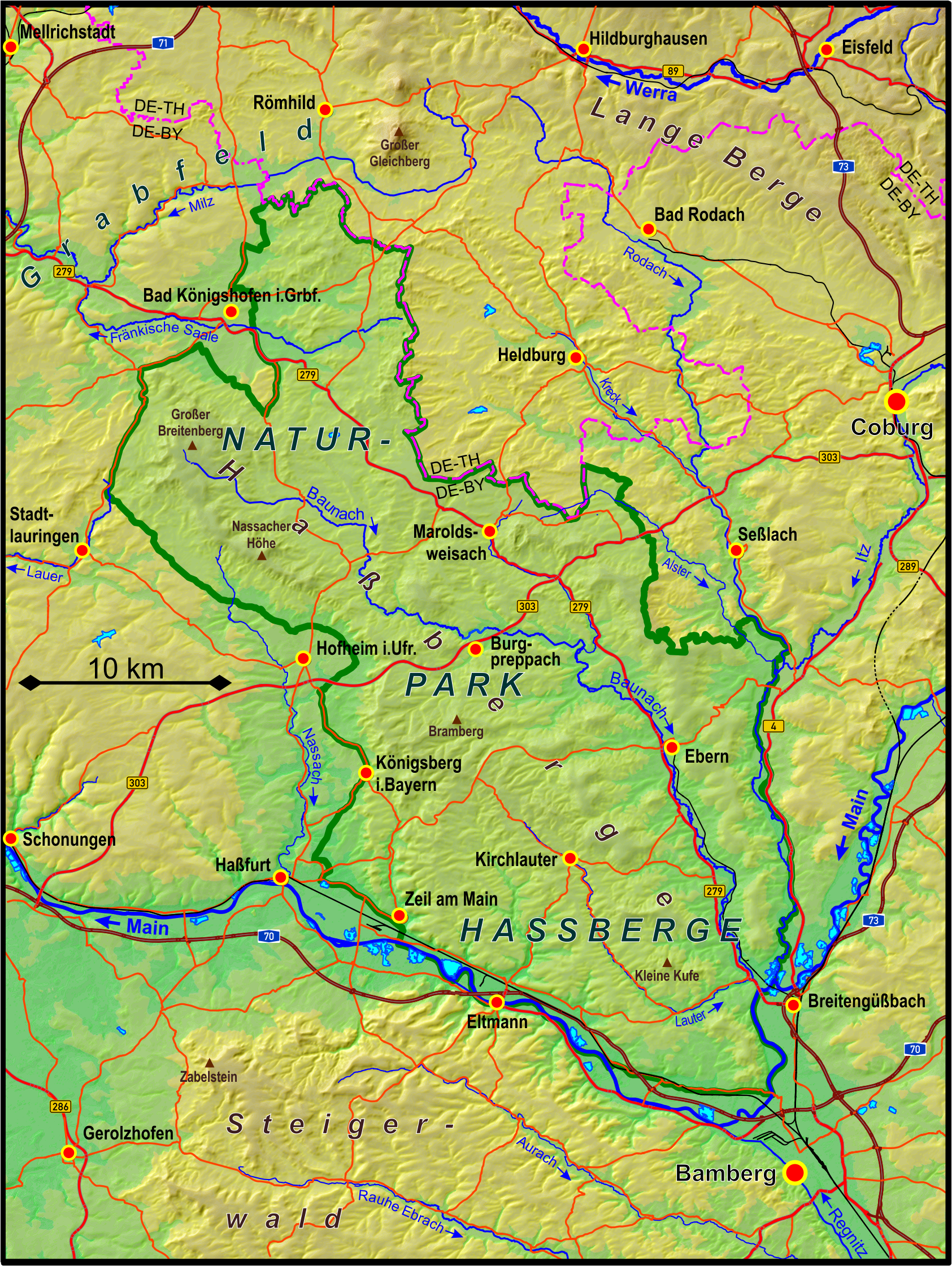
Het middelgebergte Haßberge
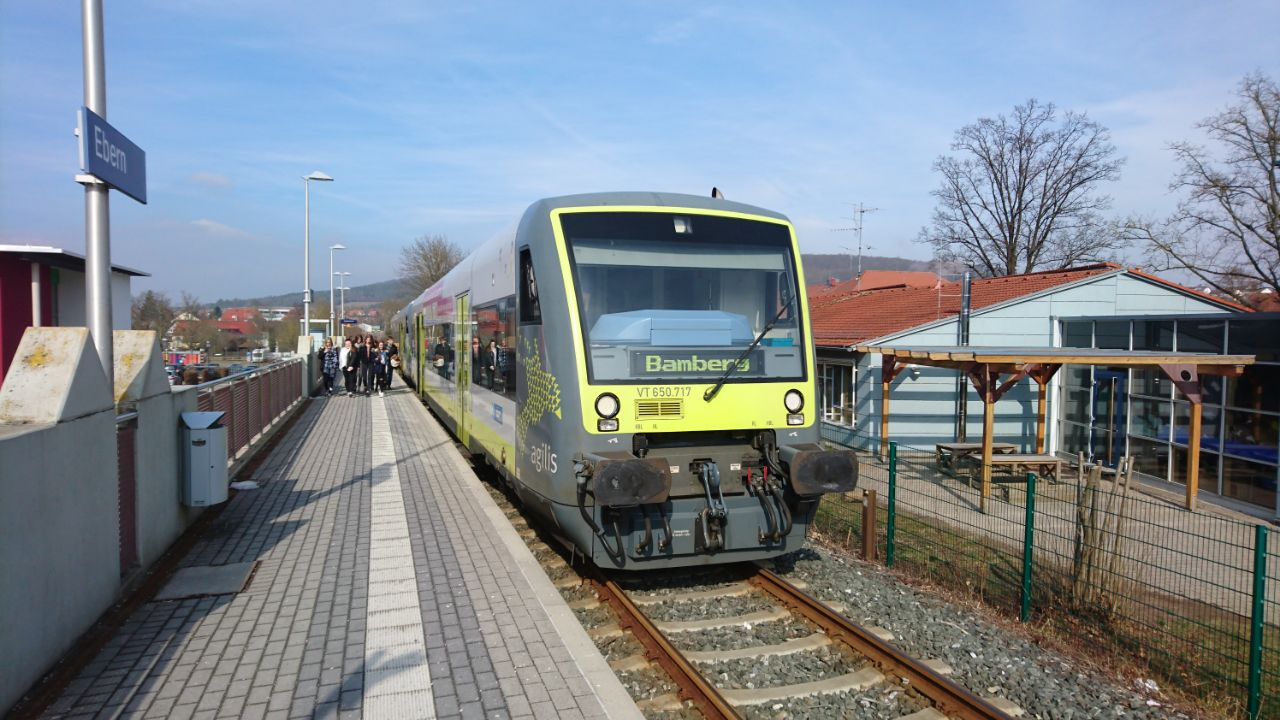
Spoorweghalte Ebern
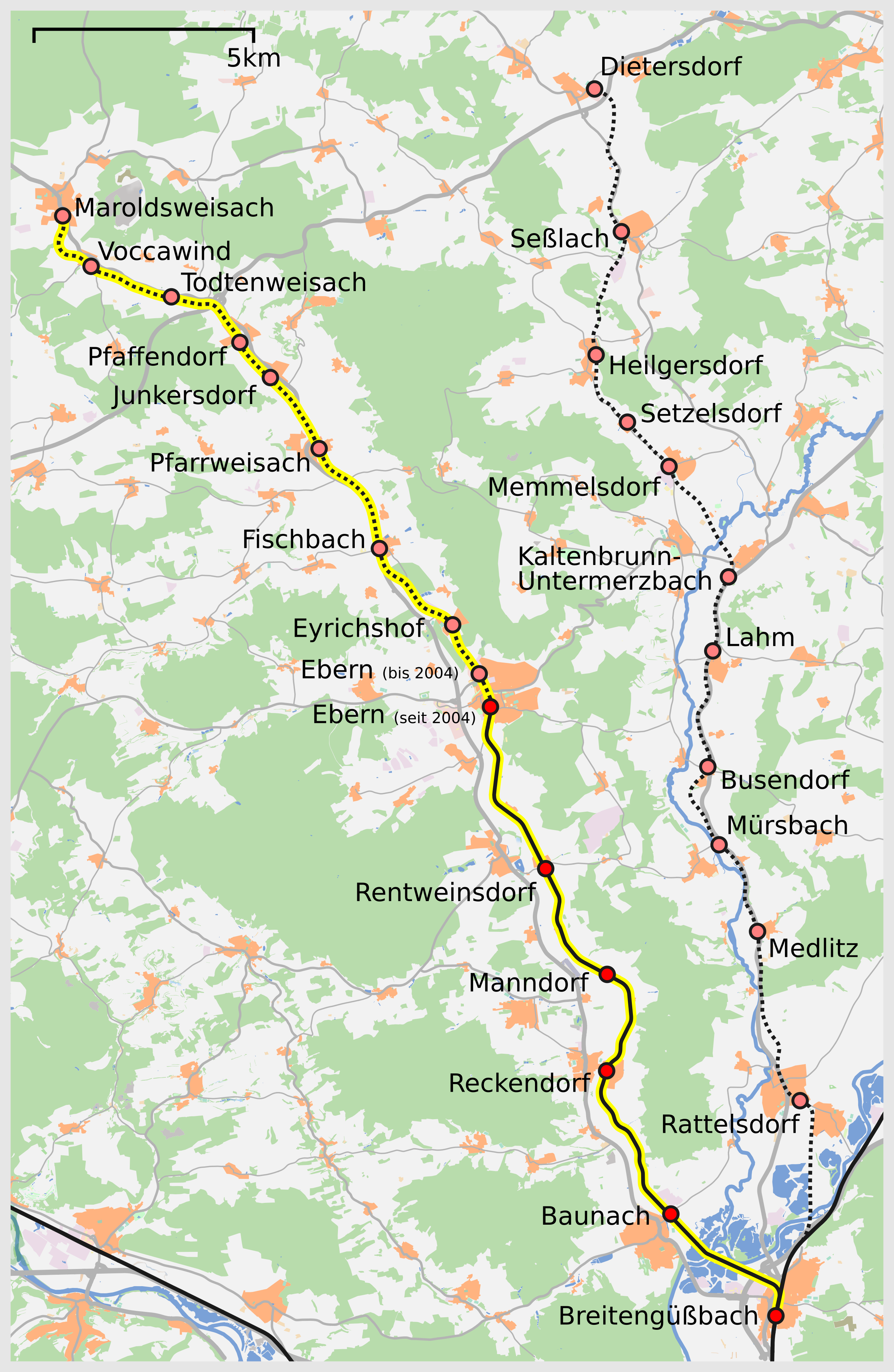
Spoorlijn Breitengüßbach–Maroldsweisach

Het stadje ligt 30 km ten zuidwesten van Coburg,  en 105 km ten zuidwesten van Saalfeld/Saale in Thüringen, en 26 km ten noorden van Bamberg, in een middelgebergte met de naam Haßberge, dat tevens een Naturpark (Nationaal Park) is. Door Ebern stroomt de Baunach, een (niet bevaarbaar) zijriviertje van de Main.
Ebern ligt direct ten oosten van de in noord<->zuid-richting lopende Bundesstraße 279.
Het stadje had van 1895 tot 2004 een station, dat daarna tot spoorweghalte werd gedegradeerd. De stopplaats ligt aan een kleine, niet geëlektrificeerde, spoorlijn Breitengüßbach–Maroldsweisach v.v.. Alleen het 18 km lange traject naar Breitengüßbach wordt nog bediend; er stopt één keer per uur een kleine stoptrein.

### Naburige gemeenten
- Met de buurgemeenten Pfarrweisach in het noorden en Rentweinsdorf in het zuidoosten bestaat een zogenaamde Verwaltungsgemeinschaft, die vanuit het oude gebouw Schüttboden te Ebern wordt bestuurd.
- Andere buurgemeenten zijn:
  - in het oosten: Untermerzbach
  - in het zuiden: Kirchlauter
  - in het zuidwesten: Königsberg  i.B.
  - in het noordwesten: Burgpreppach.

## Economie

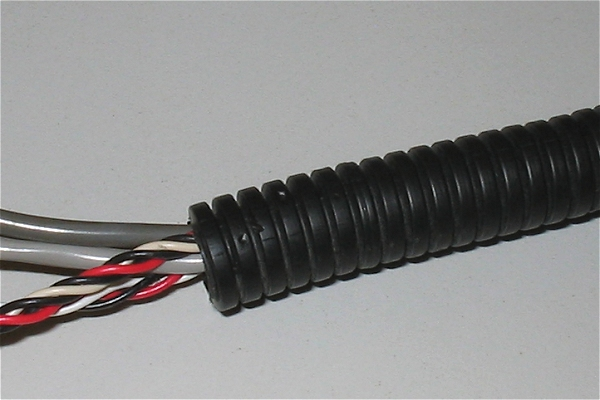
Een zogenaamd Wellrohr

De voormalige fabriek van FAG Kugelfischer, later FTE Automotive geheten, bestaat nog steeds, en produceert nog steeds lagers en andere onderdelen, met name voor de auto-industrie. Anno 2024 was het bedrijf in bezit van een Frans concern (VALEO), en er werkten ruim 800 mensen. De twee fabrieken staan in Fischbach, 3 km ten noorden van de stad, en in Ebern zelf.
Slechts één kilometer ten noorden van Ebern ligt Eyrichshof, een dorp, waar een fabriek staat, die flexibele kunststof buizen maakt, waar elektriciteitsleidingen doorheen kunnen worden geleid, zogenaamde Wellröhre.
Direct ten westen van het stadje ligt een uitgestrekt bedrijventerrein voor lokaal en regionaal midden- en kleinbedrijf.
Vanwege de fraaie ligging te midden van bosrijke heuvels is er een in betekenis toenemend wandel- en fietstoerisme.

## Geschiedenis
Mogelijkerwijze bestond op de locatie van het huidige Ebern een cultusplaats van een Oud-Germaanse stam, die er everzwijnen fokte, die als offerdieren voor de goden dienden. Hard bewijs ter onderbouwing voor deze hypothese ontbreekt echter. De plaatsnaam betekent echter wel bij de everzwijnen, reden, waarom een everzwijn is afgebeeld in het stadswapen. Ebern ontstond als handels- en marktplaats aan een oude handelsroute tussen Bamberg en Erfurt.
Sedert de 12e eeuw behoorde Ebern tot het Prinsbisdom Würzburg (sedert 1500 deel van de Frankische Kreits). De oudste schriftelijke vermelding van Ebern dateert uit 1216.
Ebern verwierf in 1335 uit handen van keizer Lodewijk de Beier het stadsrecht. Uit de 15e en 16e eeuw dateert de stadsmuur van Ebern met zijn vier dikke torens. Buiten de stadsmuren ontstonden drie kleine voorsteden, o.a. Klein Neurenberg buiten de Grijze Poort. Hier moesten kooplieden van buitenaf 's avonds verplicht hun handelswaar opslaan en overnachten.
Een stadsbrand verwoestte Ebern grotendeels in 1430. De Reformatie in de 16e eeuw had geen blijvend effect; Ebern bleef in meerderheid trouw aan de Rooms-Katholieke Kerk. Tot op de huidige dag zijn de meeste christenen, en (tenzij anders vermeld) alle in dit artikel genoemde kerkgebouwen in de gemeente Ebern, rooms-katholiek.
Ebern had zwaar te lijden door oorlogsgeweld tijdens de Duitse Boerenoorlog van 1525 en de Dertigjarige Oorlog van 1618-1648. Na de Napoleontische periode kwam Ebern in het begin van de 19e eeuw in het Koninkrijk Beieren te liggen, en uiteindelijk in het Duitse Keizerrijk.
De nazi-tijd en de Tweede Wereldoorlog verliepen in Ebern met weinig grote incidenten. In april 1945 bezetten Amerikaanse troepen het stadje. Zij rukten binnen via de historische Grauwe Poort. De Amerikanen wilden deze poort met toren daarna slopen, omdat die erg nauw was en hun tanks er eigenlijk niet doorheen konden. De burgers van Ebern, die aan dit stuk historisch erfgoed gehecht waren, sloopten daarop een huis in de buurt, waarna de Amerikanen daaroverheen een weg aanlegden, om de poort heen.
Na de oorlog moest Ebern vele Heimatvertriebene, o.a. uit Sudetenland en Silezië, huisvesten. Deze mensen vonden werk in o.a. een filiaal van FAG Kugelfischer, een grote fabriek uit Schweinfurt, die wentellagers en soortgelijke metalen machine-onderdelen produceerde. Ook leidde de toestroom van emigranten uit het oosten tot de noodzaak, een evangelisch-lutherse kerk in de stad te bouwen. 
Van 1962 tot 2004 stond er in Ebern een grote kazerne van de Bundeswehr. Tussen 1971 en 1978 vonden gemeentelijke herindelingen plaats. Daardoor werden talrijke kleine dorpen in de omtrek van Ebern, die tot dan toe zelfstandige gemeenten waren geweest, stadsdelen van Ebern.

## Bezienswaardigheden
Ebern heeft een schilderachtig, oud stadscentrum. Markant is de toren Grautor,  Grijze of Grauwe Poort, met de stadstoren daarbovenop. In de loop der eeuwen zijn delen van de stadsmuren verlaagd of gesloopt, maar veel ervan is ook behouden gebleven.  Naast het Grautor staat het plaatselijke Heimatmuseum met een interessante collectie betreffende de geschiedenis van het stadje Ebern.
In de dorpjes rondom Ebern staan verscheidene, schilderachtig gelegen, dorpskerkjes en oude kastelen en herenhuizen, dan wel ruïnes daarvan. De meeste dorpskerken dateren uit de 17e of  18e eeuw en hebben een, soms weelderig, interieur  in barok- of rococo-stijl. Langs acht kasteelruïnes in de omgeving van Ebern loopt een educatieve wandelroute (Burgenkundlicher Lehrpfad Haßberge).
Kasteel Weißenbrunn is van tijd tot tijd toegankelijk, als er in één der vertrekken van het gebouw concerten van klassieke muziek worden gehouden.
In de heuvels rondom Ebern zijn veel wandel- en fietsmogelijkheden, ook voor meerdaagse tochten.

## Afbeeldingen

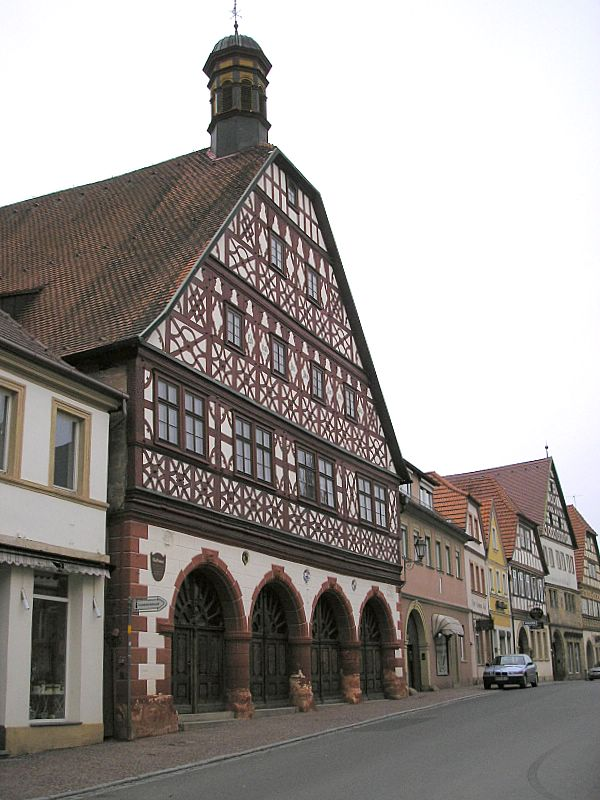
Stadhuis (1687-1692)
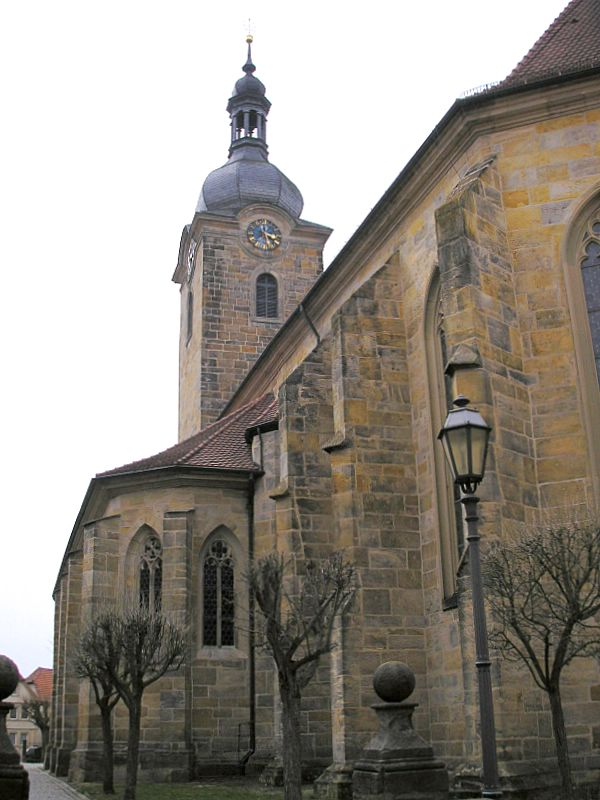
Sint-Laurenskerk (1491)
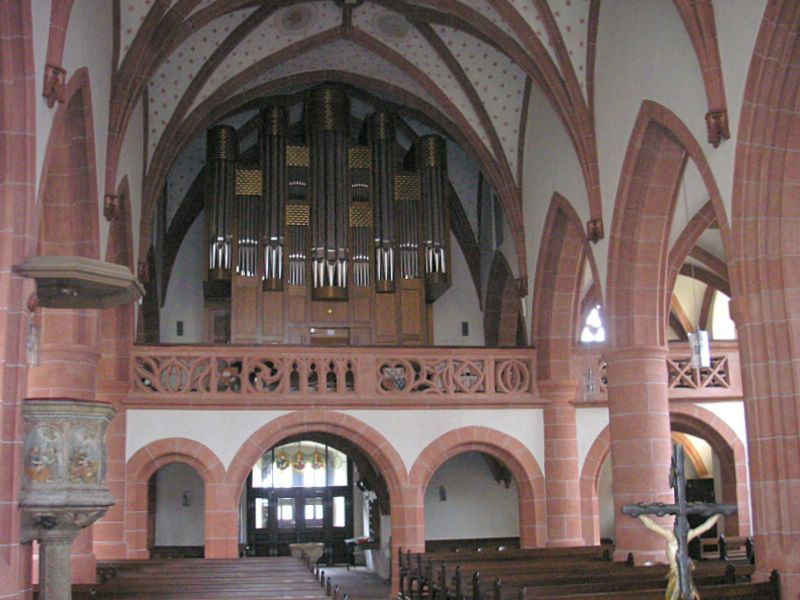
Het grotendeels neogotische interieur van dit kerkgebouw
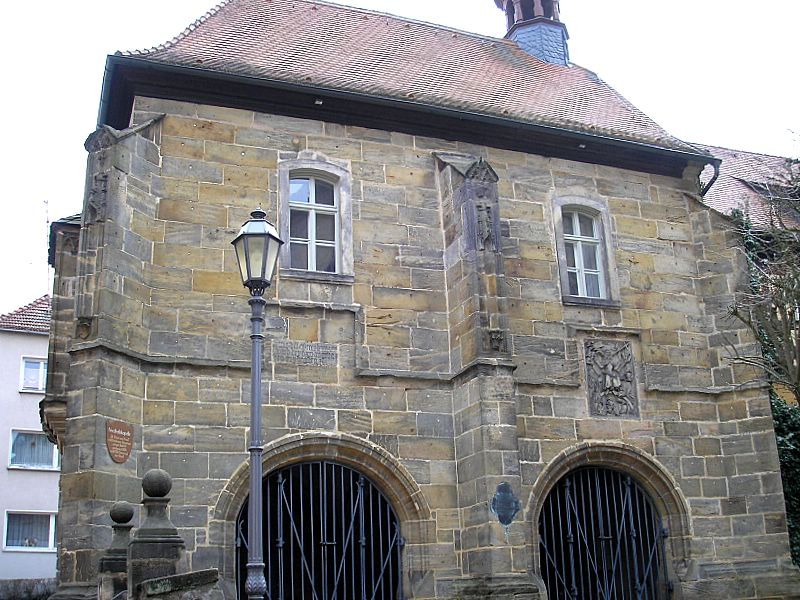
Karner (ossuarium; bouwjaar 1464) naast dit kerkgebouw
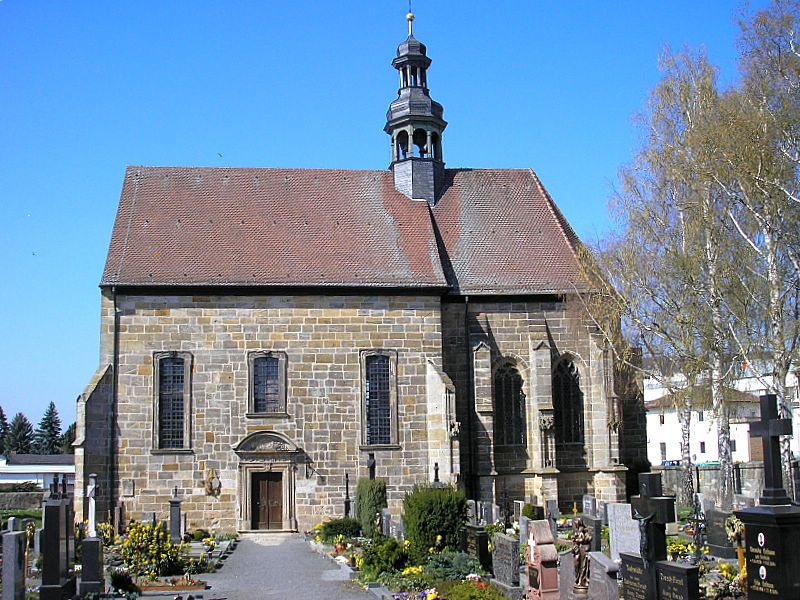
Mariakapel (15e-eeuwse rouwkapel met barok interieur)
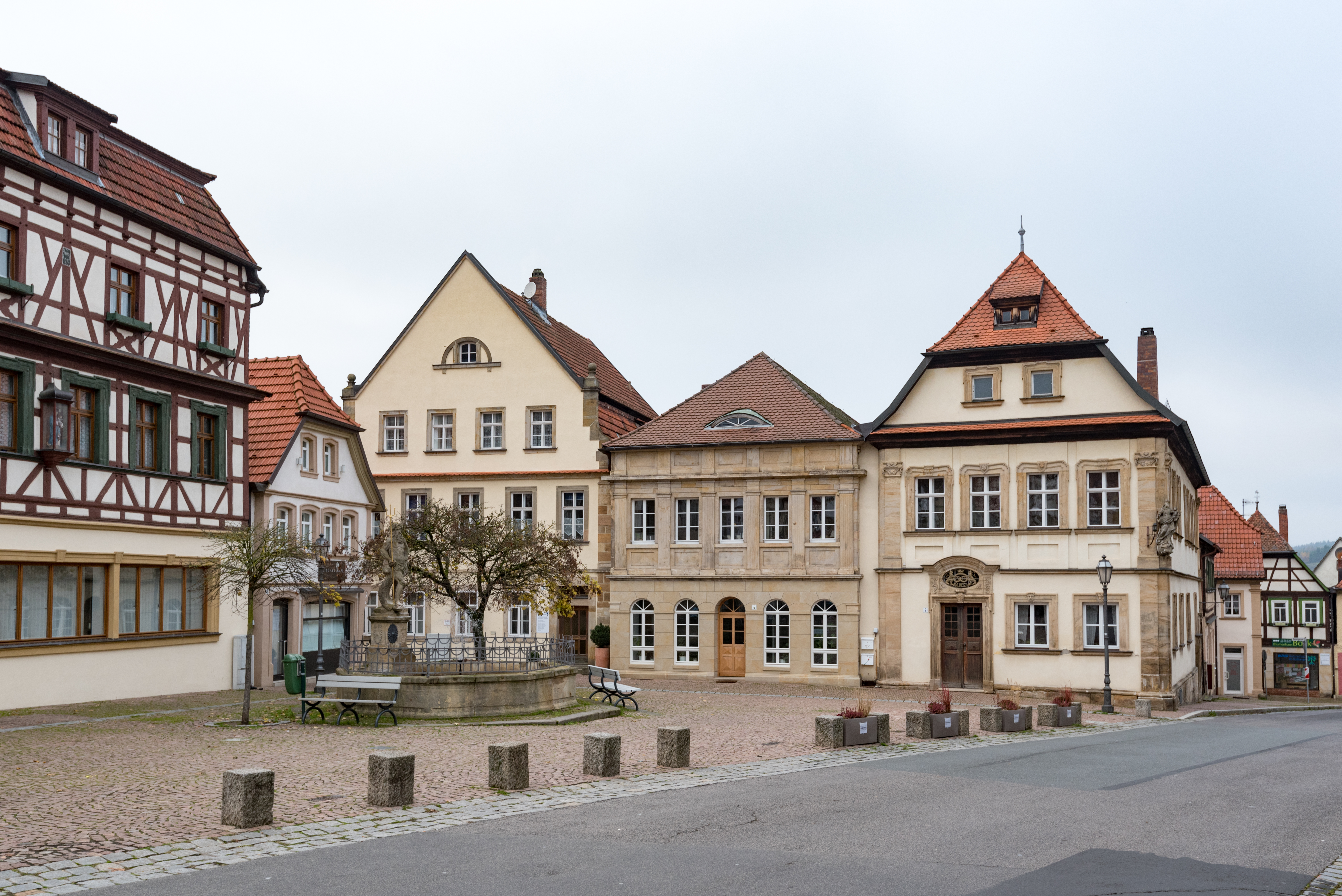
Marktplein
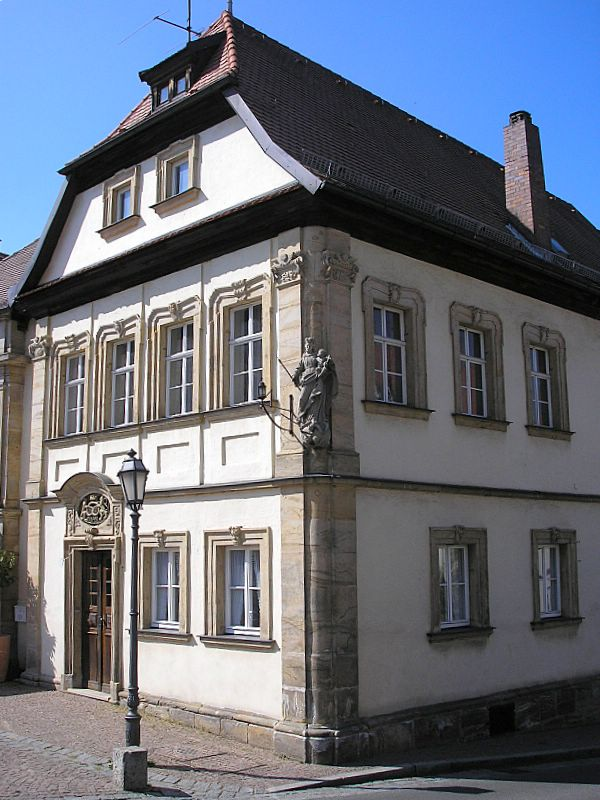
Woonhuis (barokstijl) uit 1720 aan dit plein
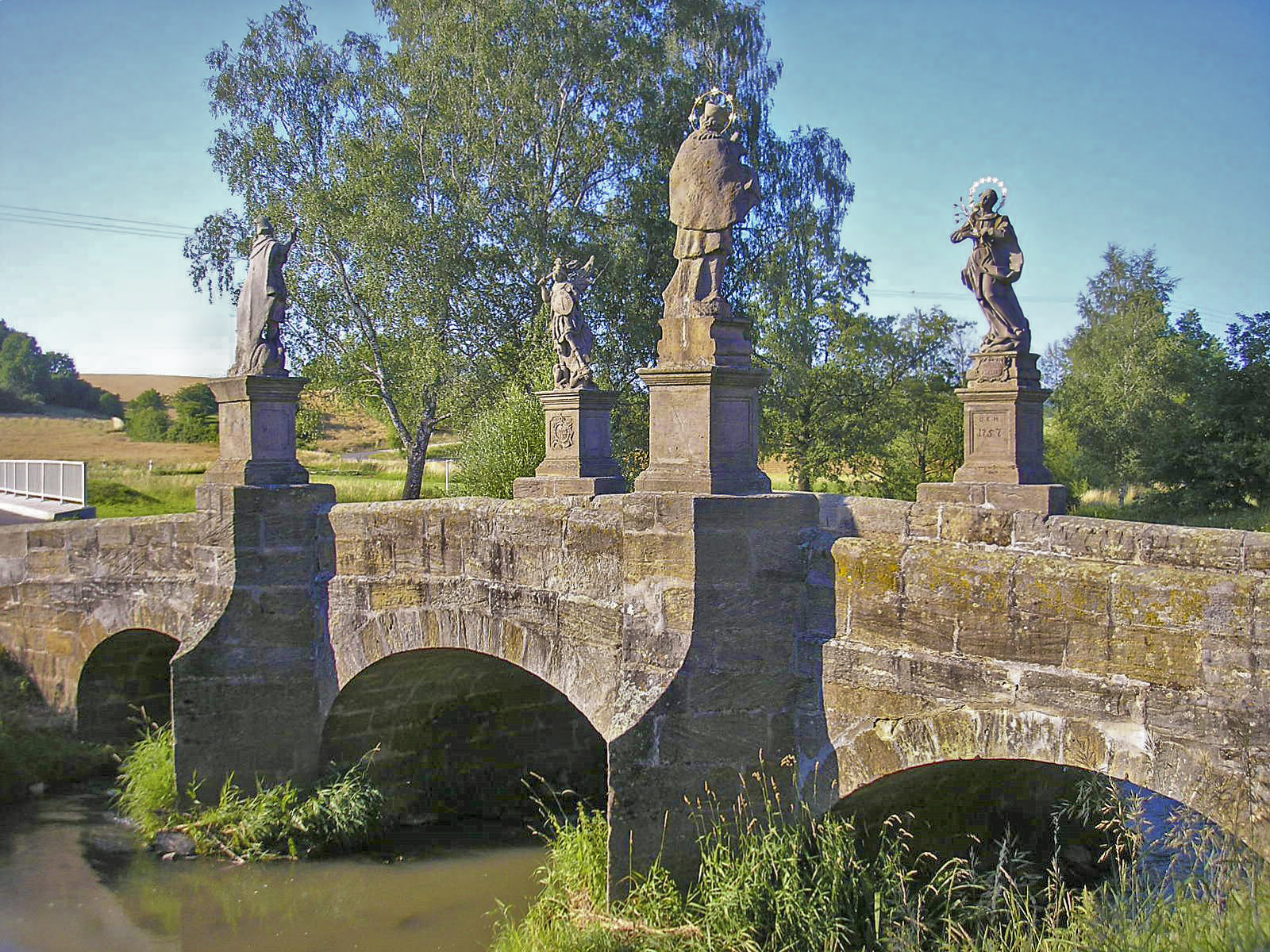
Brug over de Baunach uit 1757, Ebern-Frickendorf
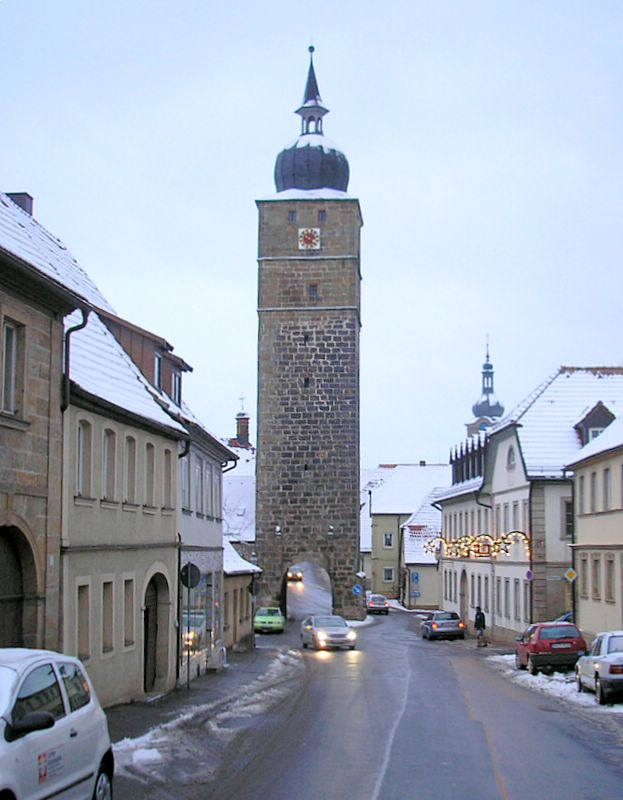
Grijze Poort (Grautor), Ebern-Klein Nürnberg
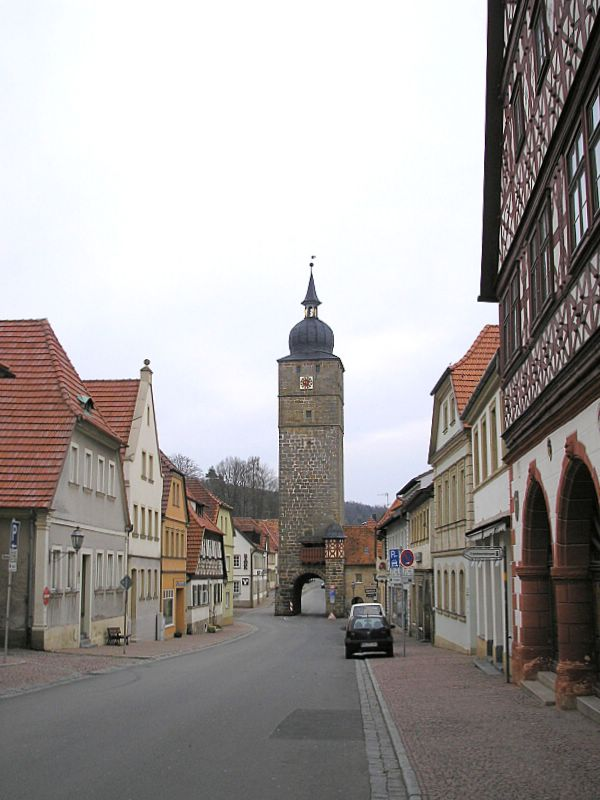
Dezelfde poort, gezien vanuit het stadscentrum
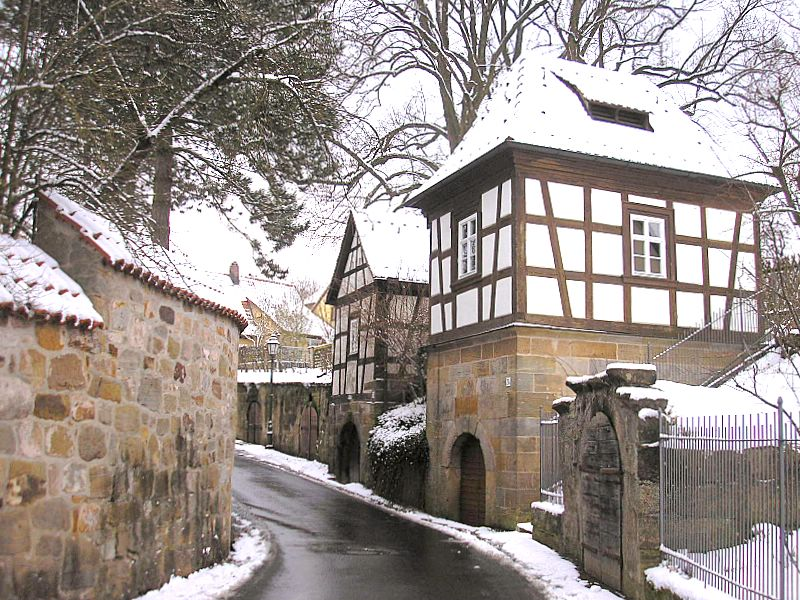
De Hirtengasse met kelderwoningen, dicht bij de Grijze Poort
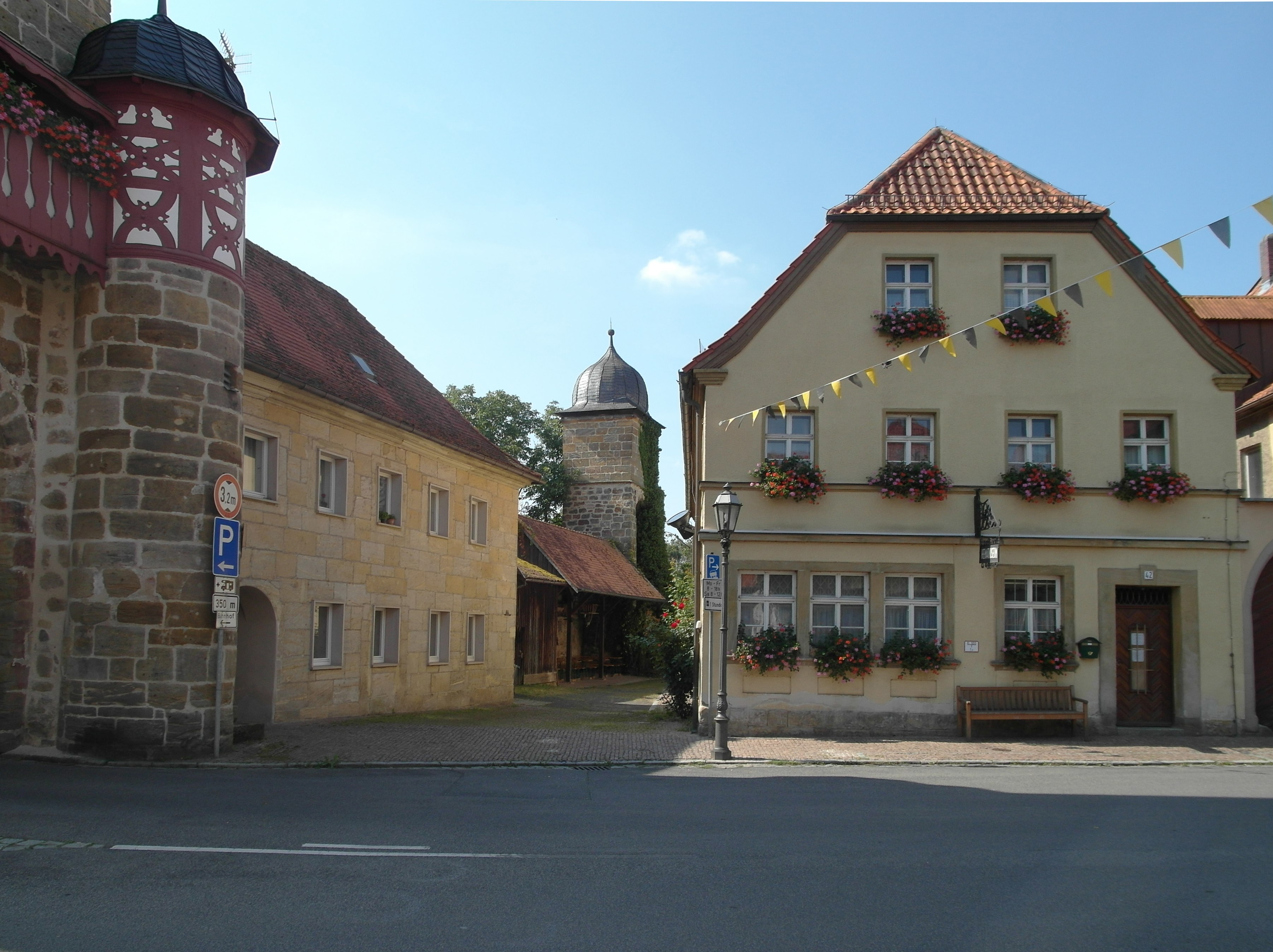
Streekmuseum bij dit toren- en poortgebouw
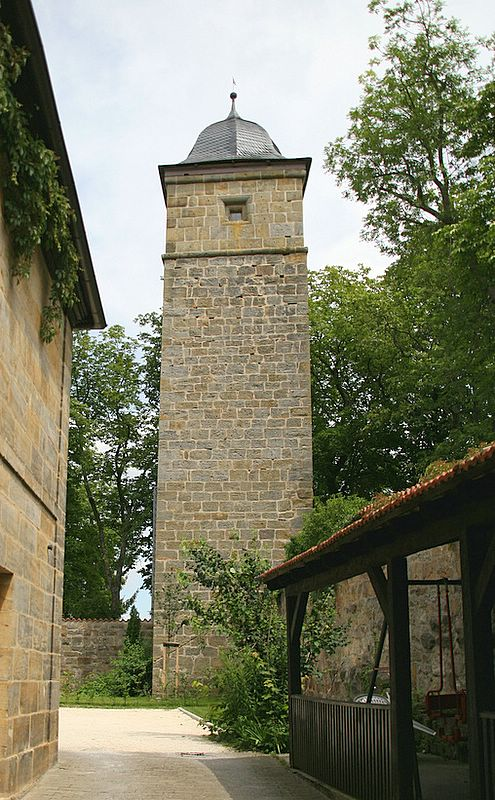
De Diebsturm, Dieventoren, deel van de stadsomwalling
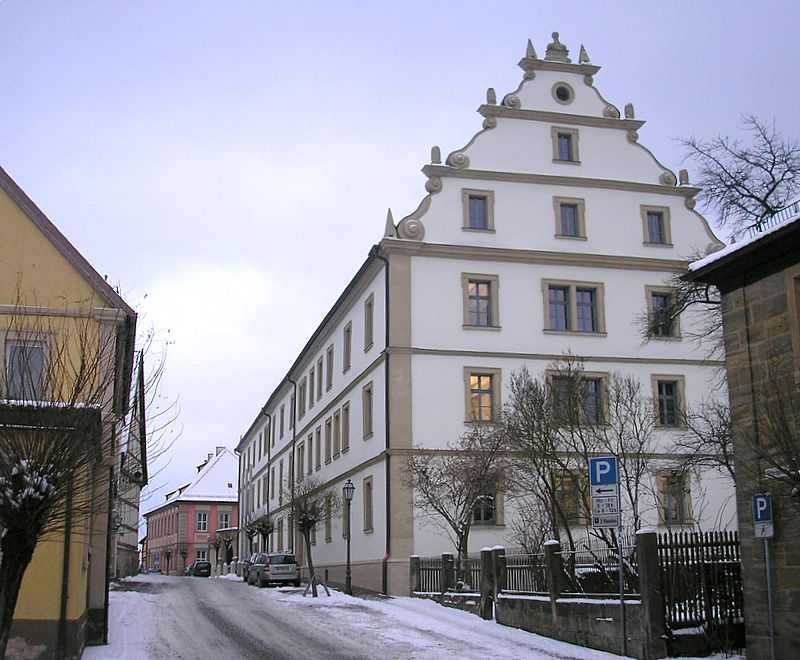
Gebouw Schüttboden, bestuurskantoor, aan de Rittergasse
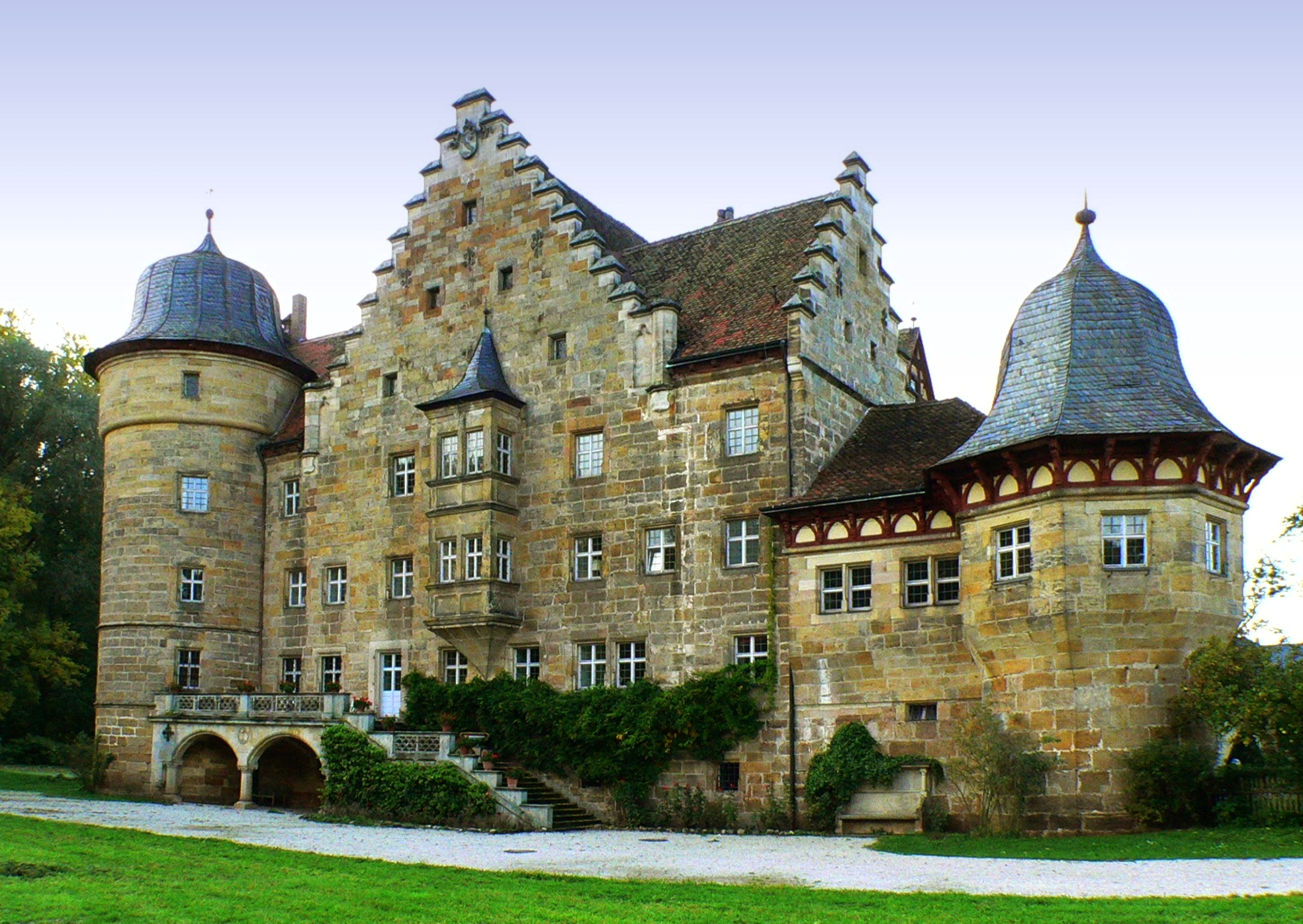
Kasteel van Eyrichshof (grotendeels 18e-eeuws, met enige 14e-eeuwse fragmenten)
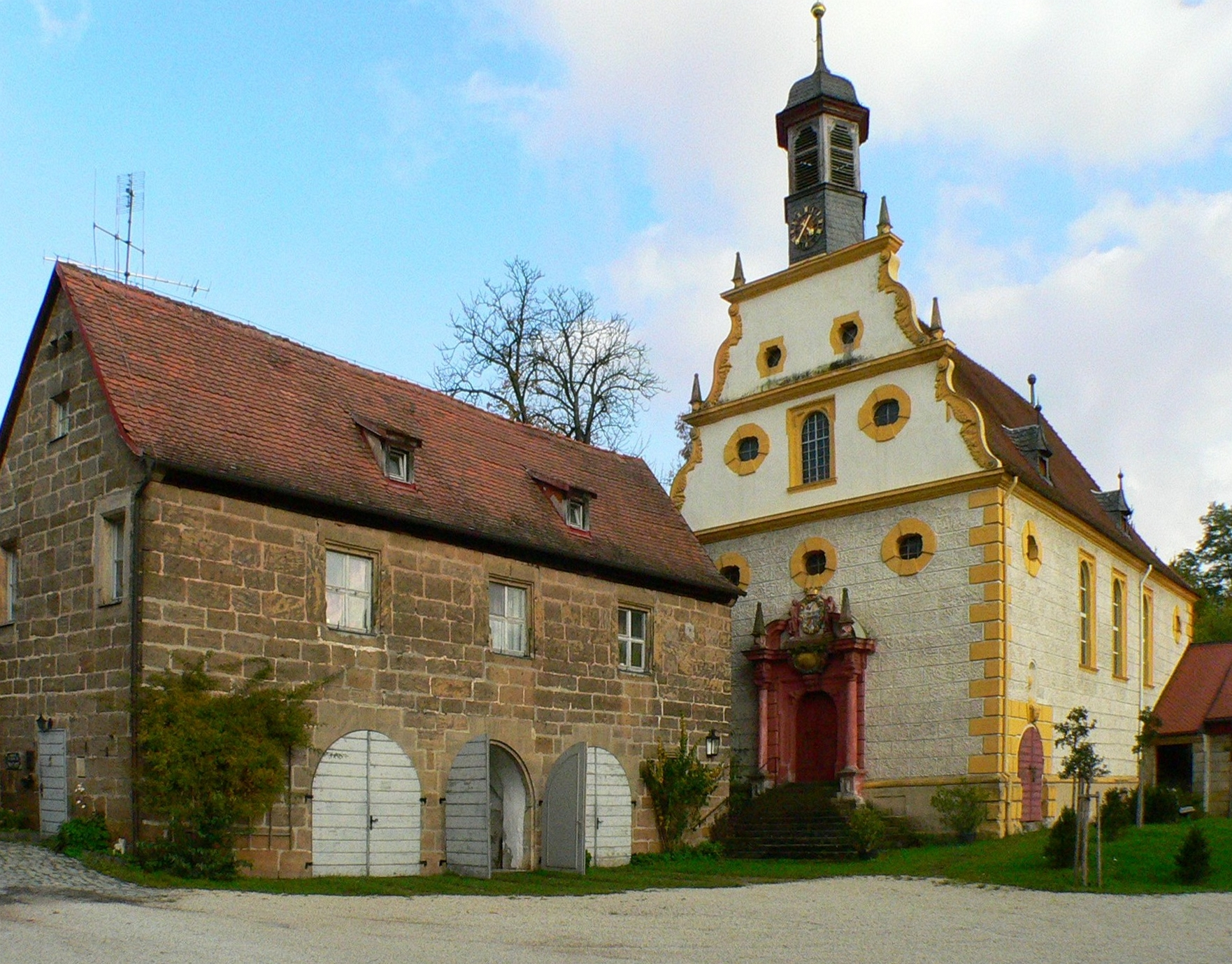
De bij dit kasteel behorende, evangelisch-lutherse, uit 1686 daterende, St.-Bartolomeüskerk met pastorie
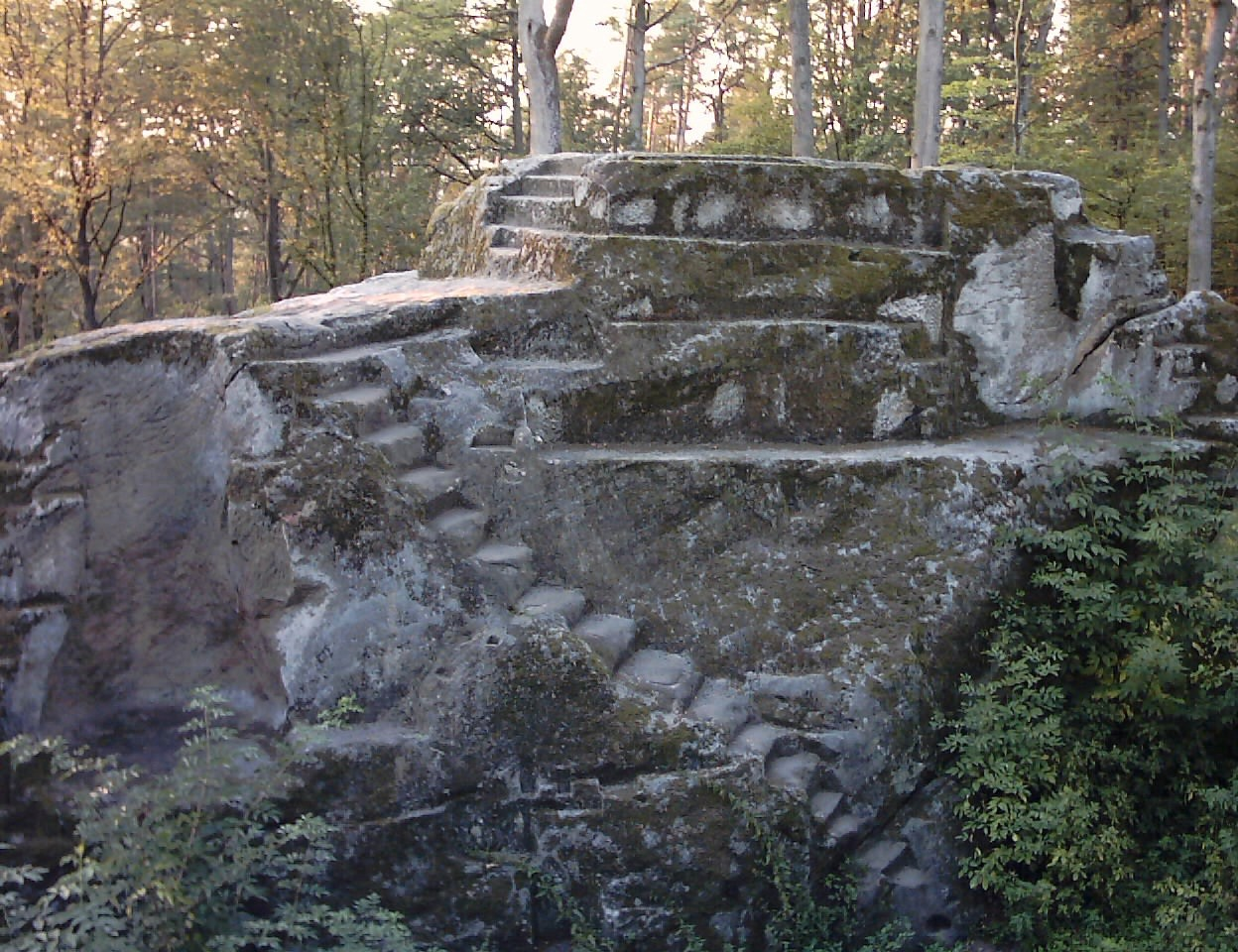
Ruïne Kasteel Rotenhan
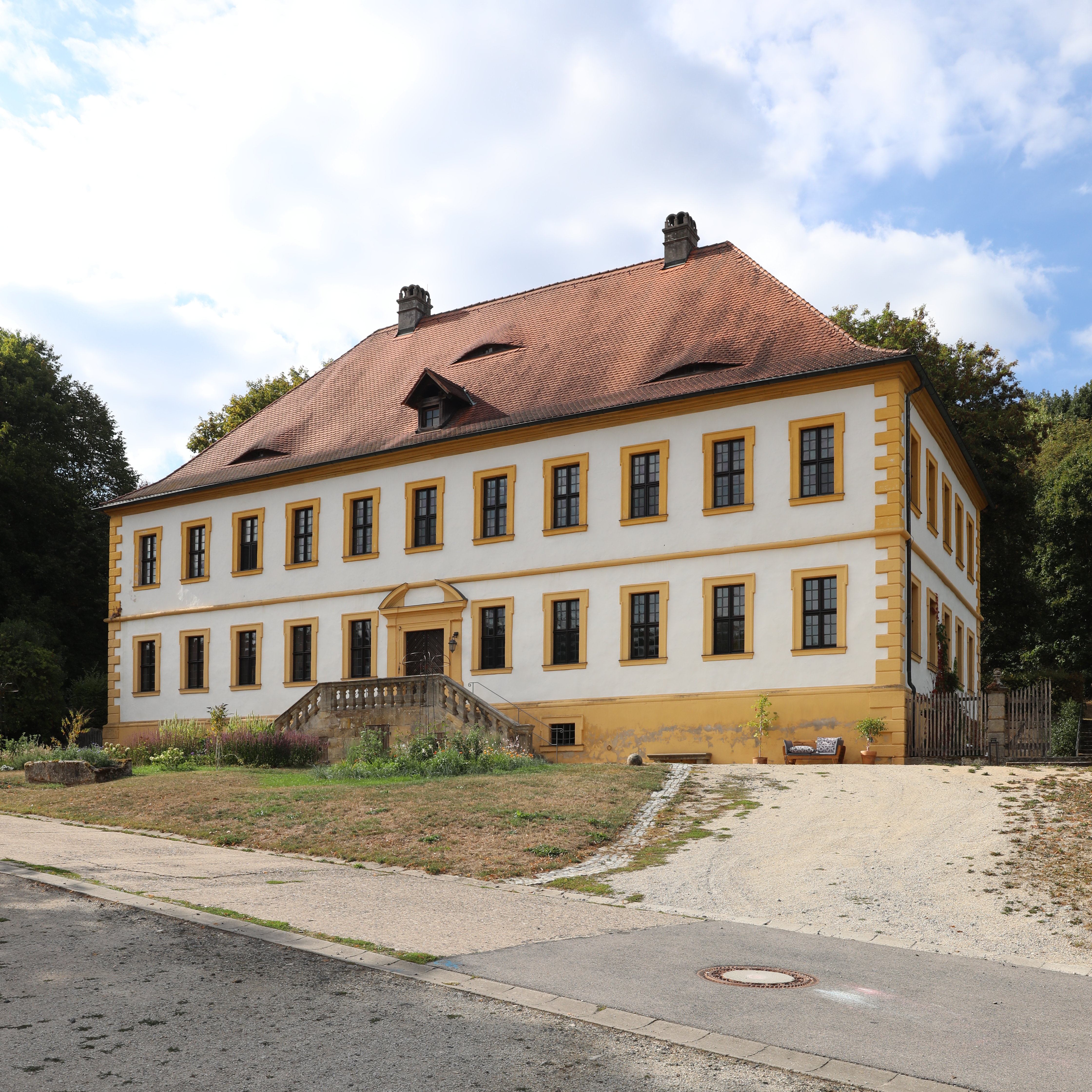
Kasteel Weißenbrunn
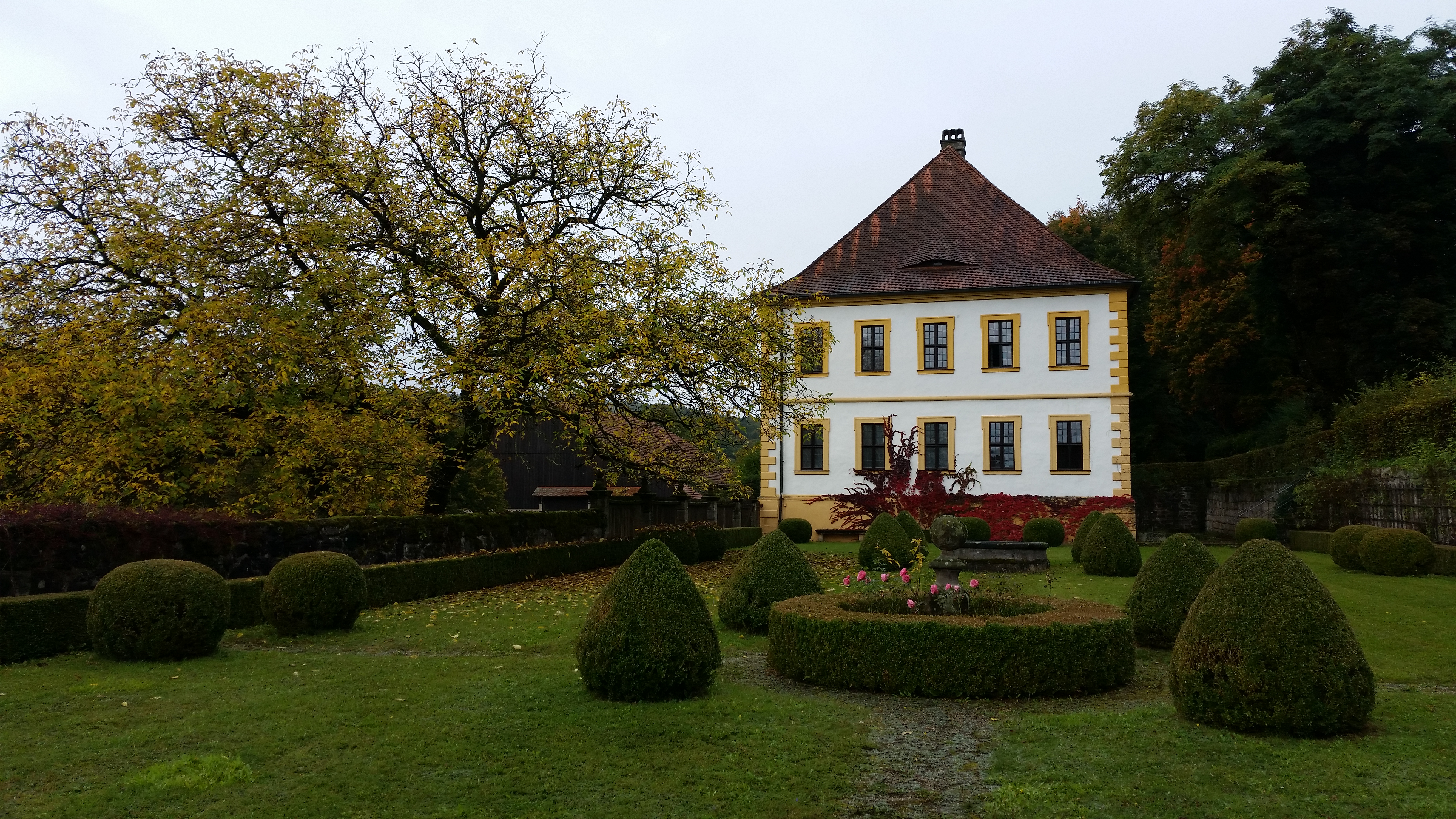
Tuin en zijkant van kasteel Weißenbrunn
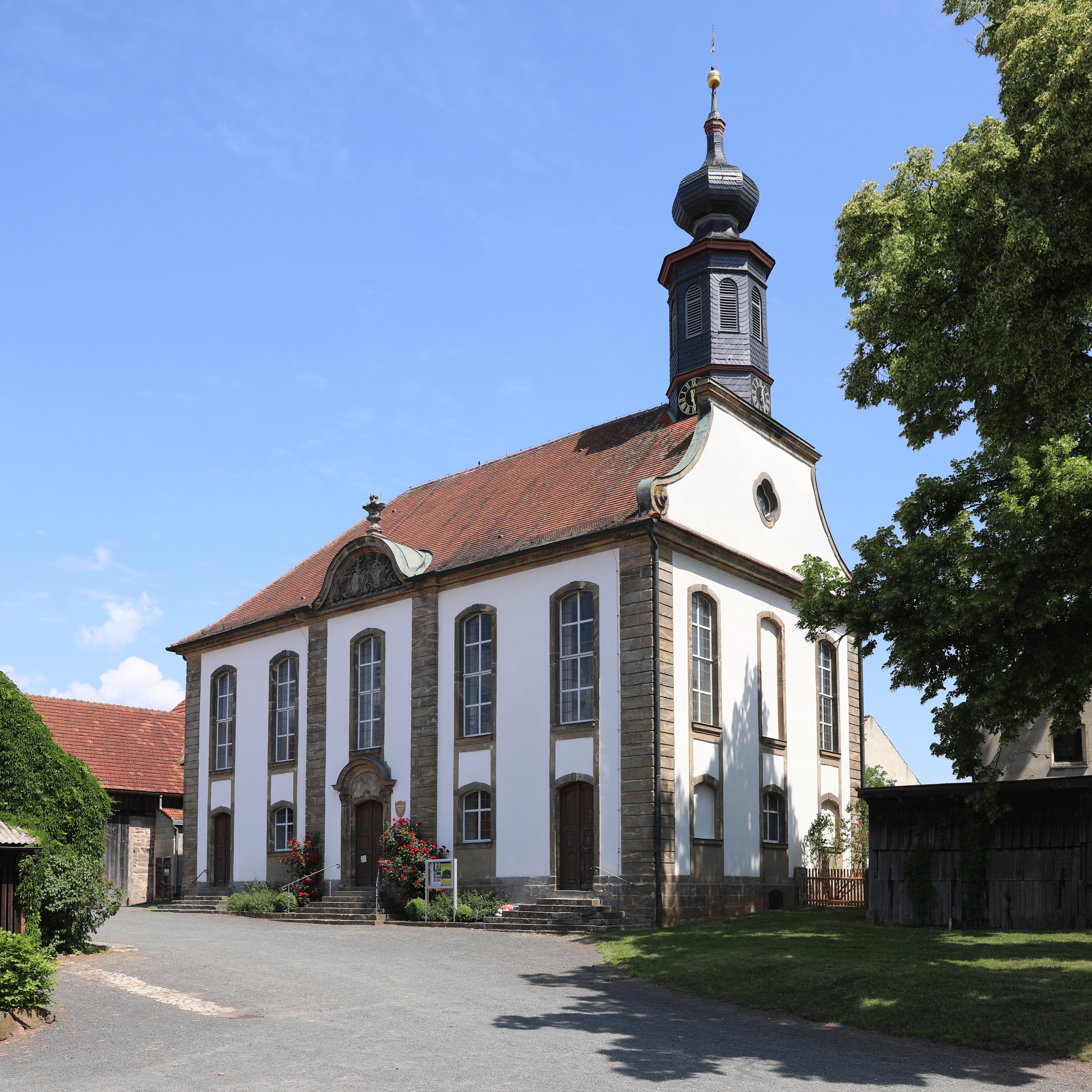
Evang.-lutherse kasteelkerk te Fischbach
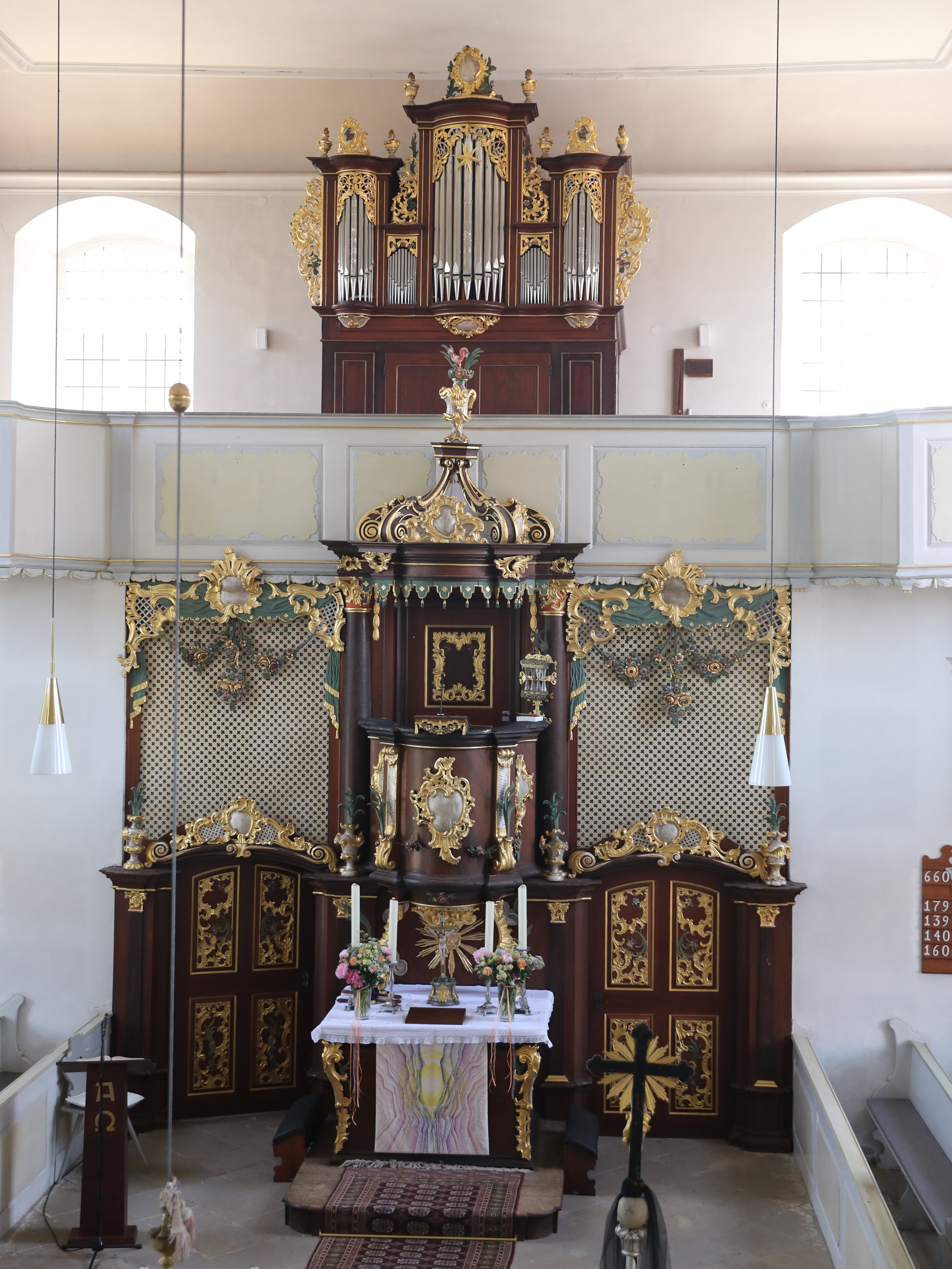
Interieur van dit kerkgebouw
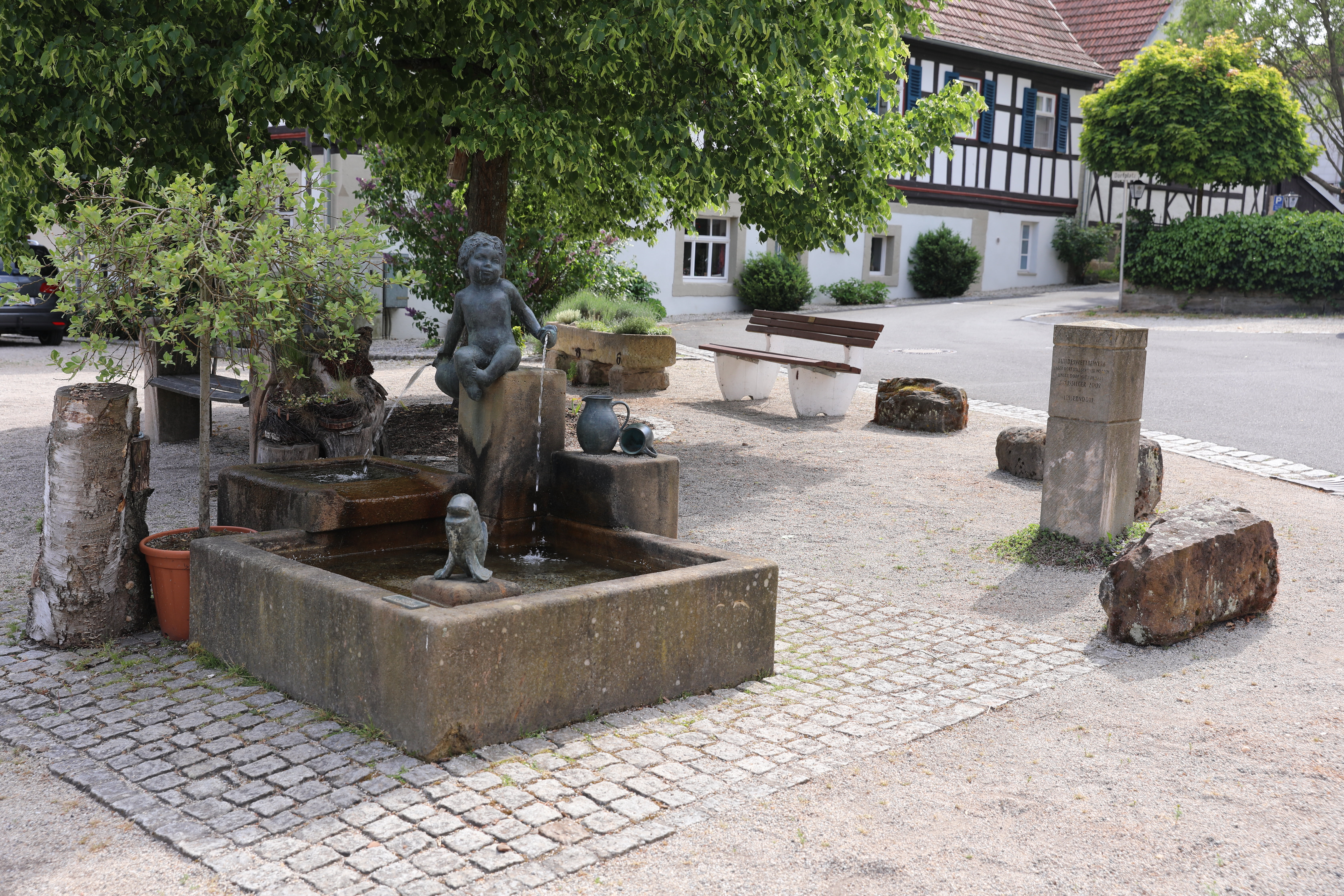
Fontein te Jesserndorf
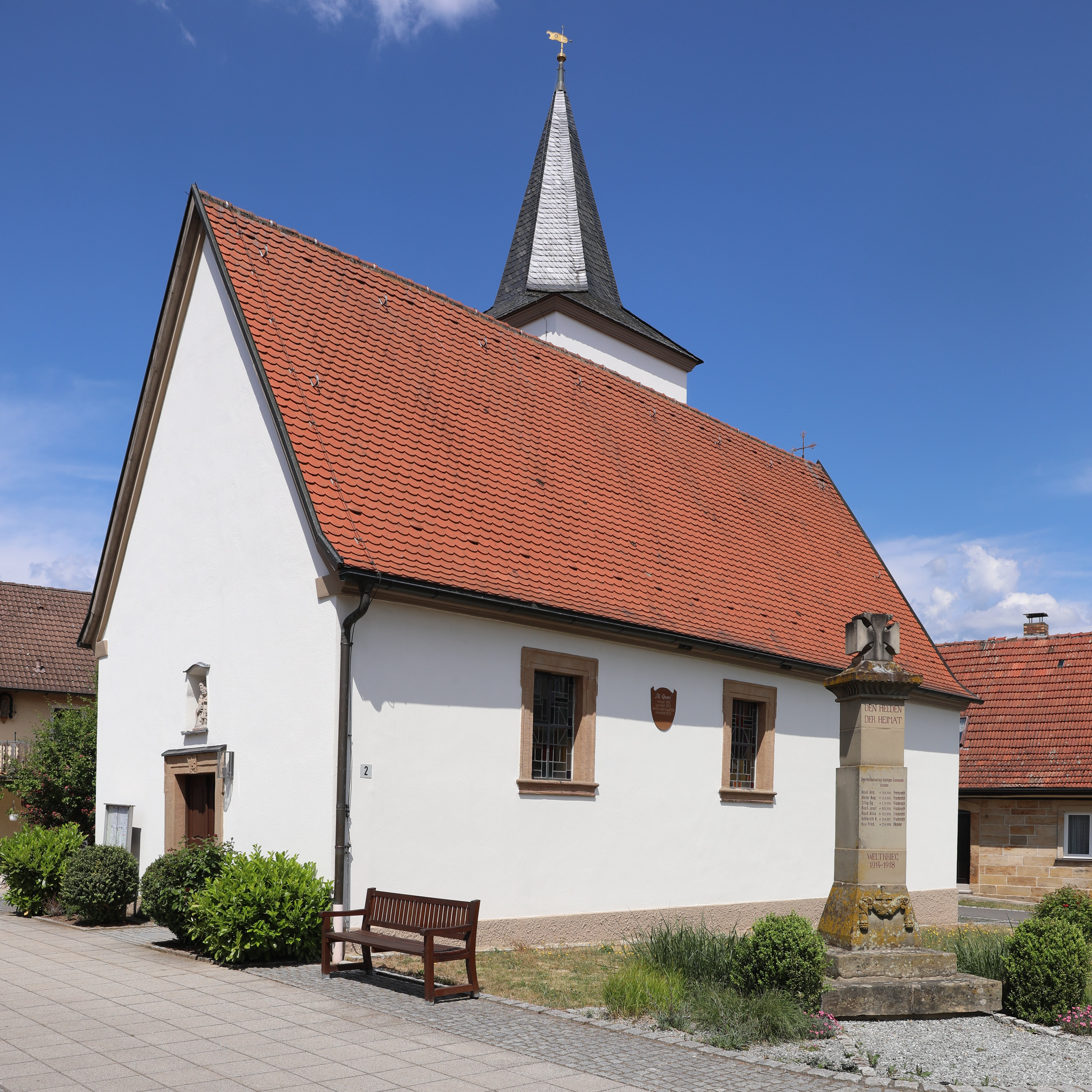
Sint-Joriskapel te Reutersbrunn (1680)
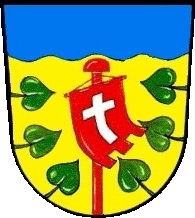
Dorpswapen van Unterpreppach
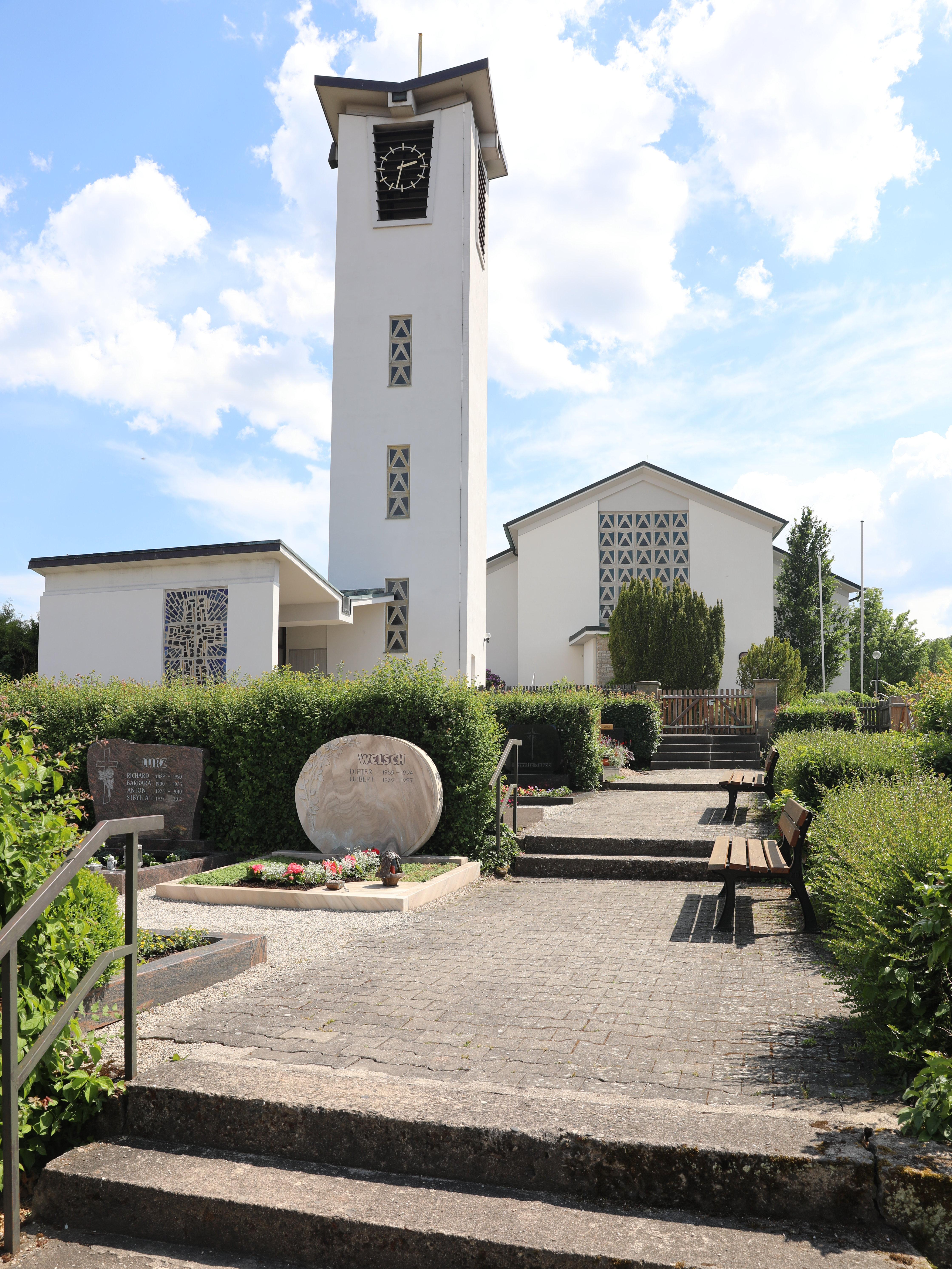
R.K. Bartholomeüs-en-Wendelinkerk, Unterpreppach

## Partnergemeenten
Ebern onderhoudt jumelages met:
- Strass (Oostenrijk)
- Trun (Frankrijk).

## Persoonlijkheden
De bekende dichter Friedrich Rückert (1788-1866) heeft lange tijd in Ebern gewoond.